# ТЕС Джегурупаду
16°55′51″ пн. ш. 81°51′39″ сх. д. / 16.93083° пн. ш. 81.86083° сх. д.
ТЕС Джегурупаду – електроенергетичний майданчик у індійському штаті Андхра-Прадеш, який складється із двох черг – Джегурупаду I та Джегурупаду II.
Головними інвесторами проекту виступили група GVK (53%) та Asian Infrastructure Fund (30%). Наразі по завершенні визначеного концесійною угодою строку Джегурупаду I перейшла під контроль штату Андхра-прадеш.
Джегурупаду I, що почала роботу у 1996 – 1997 роках, має один парогазовий блок потужністю 235 МВт, в якому три газові турбіни потужністю по 53 МВт живлять через відповідну кількість котлів-утилізаторів одну парову турбіну з показником 77 МВт.
В 2009-му став до ладу парогазовий блок черги Джегурупаду IІ потужністю 220 МВт, в якому одна газова турбіна потужністю 140 МВт живить через котел-утилізатор одну парову турбіну з показником 80 МВт.
ТЕС спорудили з розрахунку на використання природного газу, який надходить із системи Татіпака – Какінада по двом перемичкам довжиною по 37 км з діаметрами 200 мм та 400 мм, що стали до ладу в 1996 та 2005 роках відповідно. В 21 столітті на тлі зростання споживання та падіння видобутку в Індії виник дефіцит блакитного палива, що впливає на об’єкти електрогенерації. Так, в перші 10 місяців 2022/2023 бюджетного року Джегурупаду IІ взагалі не працювала (за цей же період Джегурупаду I виробила 244 млн кВт-год електроенергії).